# گابرویتزا
گابرویتزا (به ایتالیایی: Gabrovizza) یک روستا در ایتالیا است که در زگونیکو واقع شده‌است.
واقع در حدود ۱۰ کیلومتری (۷ مایل) شمال غربی تریست، در مرز با اسلوونی است.